# Orchard Homes
Orchard Homes – jednostka osadnicza w Stanach Zjednoczonych, w stanie Montana, w hrabstwie Missoula.